# Un cine en Nueva York
Un cine en Nueva York (en el original en inglés, New York Movie) es una pintura al óleo sobre lienzo de 1939 del artista estadounidense Edward Hopper. Iniciada en diciembre de 1938 y terminada en enero de 1939, muestra una sala de cine casi vacía con unos pocos espectadores y una acomodadora contemplativa. Conocida por su sofisticada representación de múltiples fuentes de luz, está considerada como una de las obras más logradas de Hopper.

## Descripción
En un interior oscuro, claramente iluminado solo a la derecha por una lámpara de pared con tres luces, se ve a una acomodadora de cine rubia con un uniforme azul oscuro, con una franja roja a lo largo de los pantalones y sandalias negras. Está de pie apoyada contra la pared, con la mano derecha sostiene el mentón y con la izquierda la linterna. El centro del cuadro marca la transición entre la oscuridad de la sala de proyección y la luminosidad que se extiende sobre la mujer.
Además de un hombre ligeramente iluminado por la luz de la pantalla en las butacas a la izquierda, hay otras fuentes de luz más débiles: la de la pantalla de cine, la de tres luces de techo bajo los palcos, la luz de la escalera ascendente de entrada junto a la acomodadora.
André Breton, que vio el cuadro durante su exilio en Estados Unidos, describió a una "joven muy bella perdida en su sueño, lejos de lo que estaba sucediendo y de las cosas embriagantes que les suceden a los demás".

## Inspiración
New York Movie es una pintura compuesta, que combina elementos de múltiples fuentes. Josephine Hopper, esposa de Edward y una consumada pintora antes de su matrimonio, sirvió como modelo para la acomodadora, posando bajo una lámpara en el pasillo de su apartamento. A diferencia de muchos artistas de su tiempo, Hopper no pintó mujeres con un atractivo sexual evidente. Más bien, trató de retratarlas con honestidad tanto en su apariencia externa como en su experiencia interna.
Algunos estudiosos sugieren que Un cine en Nueva York funciona como una contraparte de la pintura de Édouard Manet de 1882 Un bar del Folies Bergère, con la acomodadora como una versión moderna de la camarera, ambas mujeres apareciendo introspectivas y emocionalmente separadas de su entorno.
Aunque el teatro de la pintura es una invención de Hopper, él se inspiró en varios lugares reales de la ciudad de Nueva York, en los auditorios y pasillos de sus cines favoritos, entre ellos el Palace, el Globe, el Republic y el Strand. Realizó más de cincuenta bocetos preparatorios de estos locales antes de comenzar la pintura.
Hopper estaba fascinado por el cine y, según se dice, pasaba días enteros viendo películas cuando experimentaba bloqueos creativos. A pesar de esa conexión, la pintura enfatiza la soledad y la introspección, aun cuando los teatros de la época podían albergar a miles de personas.
Algunos críticos sostienen que la desconexión de la acomodadora con la película evoca simpatía en los espectadores,  mientras que otros sugieren que está absorta en sus pensamientos solo porque está separada de la película en sí, una posible crítica al público cinematográfico de la época. Otros más interpretan la pintura, junto con la obra en general de Hopper, como un reconocimiento de la calidez y la tranquila persistencia del espíritu humano en medio de la alienación de la vida urbana moderna. 
Hopper también se inspiró en Edgar Degas en cuanto a composición e iluminación, especialmente en su pintura Interior, que transmite de manera similar una atmósfera nocturna y una complejidad psicológica.

## Identificación de la película
No se conoce con certeza la película específica que se proyecta en Un cine en Nueva York. Sin embargo, la esposa de Hopper y compañera pintora, Josephine Hopper, señaló en sus registros que la imagen en la pantalla mostraba "fragmentos de montañas cubiertas de nieve". 
La historiadora del arte Teresa A. Carbone ha sugerido que la película Horizontes perdidos de 1937 es la candidata más probable, ya que presenta de forma destacada imágenes de los Himalayas cubiertos de nieve, en consonancia con la descripción de Josephine Hopper. 

## Historia de la exposición
New York Movie se ha exhibido tanto en el Museo de Arte Moderno como en el Museo Whitney de Arte Estadounidense como parte de importantes retrospectivas de Edward Hopper organizadas por la historiadora del arte Gail Levin.
La pintura fue incluida en la exposición itinerante Edward Hopper: The Art and the Artist, que se originó en el Whitney y luego apareció en la Hayward Gallery de Londres, el Museo Stedelijk de Ámsterdam, la Städtische Kunsthalle de Düsseldorf, el Instituto de Arte de Chicago y el Museo de Arte Moderno de San Francisco. También ha aparecido en retrospectivas adicionales de Hopper en el Whitney, el Art Institute of Chicago, el Instituto de Artes de Detroit y el Museo de Arte de San Luis.
La pintura ahora forma parte de la colección permanente del Museo de Arte Moderno, donde se exhibe en las Galerías Alfred H. Barr, Jr. Fue adquirido mediante una donación anónima.

## En la cultura popular
Un cine de Nueva York ha influido tanto en la poesía como en el cine.
En poesía, varios escritores se han inspirado en la representación de la soledad de Hopper y en el estado de ánimo reflexivo de la acomodadora. El poeta estadounidense Joseph Stanton escribió un poema titulado "Edward Hopper's New York Movie" en su colección Imaginary Museum: Poems on Art. El poeta y profesor inglés Gerald Locklin también escribió un poema titulado "Edward Hopper; New York Movie, 1939". Más recientemente, el poeta Jacks DeWitt publicó "Hopper: New York Movie" en The American Poetry Review en 2012.
La pintura se destaca frecuentemente por su uso dramático de la iluminación y las sombras, y se la ha citado como influencia en varias obras de cine negro, así como en películas que exploran temas de aislamiento femenino.
El director Sam Mendes citó a New York Movie como una influencia visual para su película de 2002 Camino a la perdición, destacando particularmente cómo el oscurecimiento parcial del rostro de la acomodadora contribuye a una sensación de soledad y atmósfera poética. La película Inglourious Basterds de Quentin Tarantino de 2009 presenta una escena en la que el personaje Shosanna aparece sola en el vestíbulo de un cine; su postura e iluminación reflejan la composición de Hopper.
La película Fat City de 1972 también estuvo influenciada por New York Movie. El diseñador de producción Richard Sylbert se inspiró en la pintura de Hopper, junto con Noctámbulos, para guiar la paleta de colores apagados y el estado de ánimo de la película. 